# Эванхелиста, Хосе
Хосе Эванхелиста (исп. José Evangelista) — испанский и канадский пианист, композитор и музыкальный педагог второй половины XX — начала XXI века. Создатель собственного музыкального стиля, объединяющего черты традиционной испанской музыки, индонезийского гамелана и современной авангардной и модальной музыки. Ключевой чертой музыки Эванхелисты является отказ от контрапункта, полифонии и гармонии и обращение к возможностям унисона и гетерофонии. Лауреат премии министерства культуры Испании (1982), номинант на премию «Джуно» (2005).

## Биография
Родился в Валенсии в августе 1943 года. В 1960—1967 году изучал физику и компьютеры в Университете Валенсии, получив степень лиценциата наук. Одновременно учился в Валенсийской консерватории, где изучал гармонию, композицию и оркестровку под руководством Висенте Асенсио. В 1967 году удостоен 1-й премии Валенсийской консерватории по композиции.
По окончании учебы в Испании работал как специалист по компьютерам в ЦЕРН, а в 1969 году переехал в Канаду. Там продолжил музыкальное образование в 1970—1973 годах в Монреальском университете под руководством Андре Прево и в 1976—1981 годах в Университете Макгилла под руководством Брюса Матера. Получил степень магистра музыки по классу композиции в 1973 и степень доктора музыки в 1984 году. Помимо учёбы в Канаде, в 1974 и 1984 годах посещал курсы новой музыки в Дармштадте (Германия).
С 1972 года начал преподавать в Монреальском университете (профессор с 1979 года). Питая интерес к музыке Юго-Восточной Азии, лето 1976 и 1980 годов провёл на Бали, а 1986 года — в Бирме, изучая соответственно индонезийский гамелан и бирманскую фортепианную школу. Стал одним из основателей музыкальных обществ Les Événements du neuf и Traditions musicales du monde, занимающихся популяризацией соответственно авангардной музыки и незападных музыкальных традиций. В 1986 году — штатный композитор Индонезийской академии музыки в Джокьякарте и приглашённый композитор курсов новой музыки в Дармштадте, с 1987 года вёл семинар по гамелану в Монреальском университете. С 1993 по 1995 год — штатный композитор Монреальского симфонического оркестра. В Монреальском университете продолжал работать до 2009 года. Среди учеников Эванхелисты — современные канадские композиторы Ана Соколовичи Сами Мусса.
Скончался в январе 2023 года в Монреале.

## Творчество
Сочинял произведения для сольных исполнителей-инструменталистов (примером может служить фортепианная пьеса Monodias españolas 1988 года), вокала (O quam suavis est для смешанного хора, 1987; Voix et espace для вокального секстета, 2004; Cantares для меццо-сопрано и струнного оркестра, 2010), инструментальных ансамблей (Clos de vie, 1983; O Bali, 1989) и симфонического оркестра (Piano concertant, 1986; Alap et Gat, 1998). На рубеже XX и XXI веков состоялись премьеры двух опер Эванхелисты — «Разговорные упражнения» (фр. Exercices de conversation, на либретто Э. Ионеско, Лион, 2000) и «Рукопись, найденная в Сарагосе» (фр. Manuscrit trouvé à Saragosse, на либретто Алексиса Нусса по роману роману Я. Потоцкого, Монреаль, 2001).
Музыкальный стиль композитора далёк от основных направлений западной музыки; он, в частности, полностью отказался от контрапункта и гармонии. На творчество Эванхелисты оказали влияние испанская народная музыка (в частности, историческое использование использование унисона) и индонезийский гамелан, а также современные течения — авангардная и модальная музыка. По мере развития композиторской карьеры его стали привлекать возможности написания музыки только на мелодической основе. В его произведениях используется приём гетерофонии, когда одна и та же мелодия, многократно повторяемая «эхом», создаёт иллюзию полифонического звучания. Отказ от полифонии, состоявшийся в начале 1980-х годов, по мнению критиков, мог привести к обеднению музыкального материала, но Эванхелиста сумел решить эту проблему за счёт обращения к музыкальным традициям, отличным от западной.
Одним из наиболее часто исполняемых произведений, написанных Эванхелистой в его собственном стиле, стала композиция O Bali для камерного оркестра. У него заказывали произведения многие ведущие солисты и коллективы, включая «Кронос-квартет», ансамбль L'Itinéraire и Groupe vocale de France, он также писал музыку по заказу Квебекского общества современной музыки и Radio-Canada. Коллективы, исполнявшие произведения Эванхелисты, включают Ensemble Modern (Франкфурт), Nieuw Ensemble (Амстердам), Music Projects (Лондон), филармонический оркестр Радио Франции и Монреальский симфонический оркестр.

## Награды и номинации
- 1967 — 1-я премия за композицию (Валенсийская консерватория)[2]
- 1974 — 1-я премия конкурса Confederación española de cajas de ahorros (за композицию En guise de fête)[4]
- 1982 — специальная премия Министерства культуры Испании (за композицию Visión)[1]
- 1988 — 1-я премия конкурса хоральных произведений церкви св. Марии Магдалины (Торонто, за композицию O quam suavis est)[1]
- 2005 — номинация на премию «Джуно» за классическую композицию года (за композицию Nuevas monodías españolas)[2]
- 2019 — премия имени Сержа Гарана от Фонда Эмиля Неллигана (Квебек) по итогам творческой карьеры[2].